# NaSSA
NaSSA (noradrenergt och specifikt serotonergt antidepressiva läkemedel) är en grupp antidepressiva läkemedel.
I Sverige finns tre godkända preparat i gruppen NaSSA-läkemedel på marknaden: Mianserin, Remeron (Mirtazapin) och vortioxetin (Brintellix). Mirtazapin är en vidareuteveckling av Mianserin.